# Blauwgroen dubbeltandmos
Blauwgroen dubbeltandmos (Didymodon glaucus) is een soort uit het geslacht dubbeltandmos (Didymodon).

## Determinatie

### Uiterlijke kenmerken
Blauwgroen dubbeltandmos vormt lage, uitgestrekte kussens van 1–7 mm hoog met een kenmerkende blauwgroene kleur in droge toestand, waarbij de onderste delen van de scheuten binnen het kussen bleek zijn. In droge toestand zijn de smal-lancetvormige bladeren ingebogen en spreiden ze zich uit vanuit een rechtopstaand basaal deel wanneer ze vochtig zijn. De bladeren zijn tot 2 mm lang, soms vaag getand onderaan en gekarteld bovenaan. De rand is 50–90% van de bladlengte omgekruld. Sporofyten zijn onbekend.

### Microscopische kenmerken
De bovenste bladcellen zijn afgerond-vierkantig met lage papillen en de hyaliene basiscellen zijn rechthoekig opgezwollen.

## Verspreiding
In Nederland is blauwgroen dubbeltandmos zeer zeldzaam. 